# 4100 Суміко
4100 Суміко (4100 Sumiko) — астероїд головного поясу, відкритий 16 січня 1988 року.
Тіссеранів параметр щодо Юпітера — 3,213.
Названо на честь Суміко (яп. すみこ(朱美子) суміко).